# Zagheh
Zāgheh (farsi زاغه) è una città dello shahrestān di Khorramabad, circoscrizione di Zagheh, nella provincia del Lorestan. Aveva, nel 2006, una popolazione di 2.839 abitanti.